# 福岡県道769号新田西蒲池線
福岡県道769号新田西蒲池線（ふくおかけんどう769ごう しんでんにしかまちせん）は、福岡県大川市から柳川市に至る一般県道である。

## 概要

### 路線データ
- 起点：福岡県大川市大字新田（福岡県道767号本町新田大川線交点、福岡県道768号新田榎津線起点）
- 終点：福岡県柳川市西蒲池（国道208号交点）

## 路線状況

### 重複区間
- 福岡県道768号新田榎津線（大川市大字新田）
- 福岡県道・佐賀県道18号大牟田川副線（柳川市間 地内）

## 地理

### 通過する自治体
- 大川市
- 柳川市

### 交差する道路
| 交差する道路                                                                | 市町村名 | 交差する場所 | 交差する場所   |
| --------------------------------------------------------------------------- | -------- | ------------ | -------------- |
| 福岡県道767号本町新田大川線 福岡県道768号新田榎津線 重複区間起点            | 大川市   | 大字新田     | 起点           |
| 福岡県道768号新田榎津線 重複区間終点                                        | 大川市   | 大字新田     |                |
| 福岡県道・佐賀県道18号大牟田川副線 重複区間起点 福岡県道765号鐘ヶ江酒見間線 | 柳川市   | 間           | 宮上交差点     |
| 福岡県道・佐賀県道18号大牟田川副線 重複区間終点                             | 柳川市   | 間           | 柳川市間交差点 |
| 福岡県道702号柳川城島線                                                     | 柳川市   | 西浜武       |                |
| 国道208号                                                                   | 柳川市   | 西蒲池       | 終点           |

### 沿線
- 有明海沿岸道路（終点付近）